# 막심 트란코프
막심 레오니도비치 트란코프(러시아어: Максим Леонидович Траньков, 1983년 10월 7일~)는 러시아의 피겨 스케이팅 선수이다.
페어 선수로, 2003년~2010년 마리야 무호르토바와 짝을 지어 활동했으며, 2010년 동계 올림픽에서 7위에 올랐다. 2010년 동계 올림픽 후, 우크라이나 출신의 타티야나 볼로소자르와 새로 팀을 구성하여 활동하고 있다. 트란코프와 볼로소자르는 2012년/2013년 시즌에는 그랑프리 시리즈·유럽선수권·세계선수권을 모두 석권하는 등 세계적인 페어 스케이팅 선수로 이름을 알리기 시작했으며, 2014년 동계 올림픽에서도 단체전과 페어에서 모두 금메달을 획득하여, 동계 올림픽 사상 최초의 피겨 스케이팅 종목 2관왕이 되었다.